# 47619 Johnpursch
47619 Johnpursch è un asteroide della fascia principale. Scoperto nel 2000, presenta un'orbita caratterizzata da un semiasse maggiore pari a 2,8359301 au e da un'eccentricità di 0,0768332, inclinata di 16,04645° rispetto all'eclittica.